# Callitula bambusae
Callitula bambusae är en stekelart som beskrevs av T.C. Narendran och Jobiraj 2001. Callitula bambusae ingår i släktet Callitula och familjen puppglanssteklar. Inga underarter finns listade.